# Carpelimus lindrothi
Carpelimus lindrothi är en skalbaggsart som först beskrevs av Mary E. Palm 1943.  Carpelimus lindrothi ingår i släktet Carpelimus, och familjen kortvingar. Arten är reproducerande i Sverige.